# Jäntevä Kotka
Jäntevä Kotka – fiński klub piłkarski z siedzibą w mieście Kotka.

## Osiągnięcia
- Wicemistrz Finlandii: 1953

## Historia
Klub założony został w 1940 roku. W 1952 roku klub debiutował w najwyższej lidze mistrzostw, a w 1954 po raz ostatni zagrał w niej, po czym spadł do drugiej ligi.